# NINむすっ!
『NINむすっ!』（にんむすっ!）は、優実かづあきによる日本の漫画作品。『コミックヴァルキリー』（キルタイムコミュニケーション）にて、2007年7月号から2009年5月号まで連載された。単行本はヴァルキリーコミックスより全1巻（単巻）。

## ストーリー
運動神経が人並み外れて優れている伊賀野茜は、所属していた部が廃部になってしまった際に、忍者部の入部を勧められる。茜は忍者部でくの一修行に励み、忍者の大会を目指すことになる。

## 登場人物
伊賀野 茜（いがの あかね）
本作の主人公。人並み外れた運動神経を持つ女子高生。通学している徳我馬高校は部活動への参加が義務となっているが、所属していた部が廃部になったため、忍者部に入部した。月女とは幼稚園からの付き合い。火属性で火遁パンチを使う。パワー重視タイプ。
亜黒 月女（あぐろ つきめ）
茜の幼馴染。忍者部所属で茜とほぼ互角にやりあう。風属性でスピード重視のタイプ。
明日暮 良一（あすくれ りょういち）
忍者部の部長で、部の発足当時からのメンバー。部員唯一の男子。トラップが得意だが、Hな性格なため部員のみんなからはよく制裁を食らう。
水星 ゆら（みずほし ゆら）
茜の後に忍者部に入った新人。巨乳の眼鏡っ娘で、そのためインナーのサイズがなかなか合わず、破れてしまうこともある。「乳撃」という水属性の技を使う。漫画の中でのお色気担当のような役割になっている。
友里 司（ゆうり つかさ）
忍者部顧問。気操術の使用時には半端ではない殺気を含む。気操術を部員に伝授するなど指導力がある。
瀬登 沙良（せと さら）
七方高校忍者部所属。土属性を持つ変化の使い手で、主に髪を操るなどの技を持つ。語尾に「〜だわね」とつける。
瀬登 風子（せと ふうこ）
七方高校忍者部所属。風属性を持ち、スピードがある。マスクを着用している。「逆目」という、より強い気操術の強い使い手に現れる現象によって金縛りにさせる能力を持つ。

## 用語解説
シノビインターハイ
忍術を競う大会。予選と本選があり、全国を8ブロックに分けての帯取り戦。相手の帯を取れば勝ちで、同ブロック内での指名制で対戦校は自由に選べるが、受けた指名は断れない。予選の勝ち抜けは勝ち点制。
気操術（きそうじゅつ）
忍術を使う際に必要になるもの。
NINむす
徳我馬高校忍者部のシノビインターハイ出場用のチーム名。忍者娘の略であるため、男である部長は反対した。

## 既刊一覧
優実かづあき『NINむすっ!』 キルタイムコミュニケーション〈ヴァルキリーコミックス〉、全1巻
1. 2009年11月26日発行 ISBN 978-4-86032-843-6

## サブタイトル一覧
| 話数   | サブタイトル名      | 発売日                                    |
| ------ | ------------------- | ----------------------------------------- |
| 其の壱 | 部活開始っ!（前編） | 2009年11月26日発売 ISBN 978-4-86032-843-6 |
| 其の弐 | 部活開始っ!（後編） | 2009年11月26日発売 ISBN 978-4-86032-843-6 |
| 其の参 | 新乳部員っ!         | 2009年11月26日発売 ISBN 978-4-86032-843-6 |
| 其の四 | 一触即発っ!         | 2009年11月26日発売 ISBN 978-4-86032-843-6 |
| 其の伍 | 忍術開花っ!         | 2009年11月26日発売 ISBN 978-4-86032-843-6 |
| 其の六 | 予選開始っ!         | 2009年11月26日発売 ISBN 978-4-86032-843-6 |
| 最終話 | 茜、決着っ!         | 2009年11月26日発売 ISBN 978-4-86032-843-6 |